# Bairdia pompilioides
Bairdia pompilioides är en kräftdjursart. Bairdia pompilioides ingår i släktet Bairdia och familjen Bairdiidae. Inga underarter finns listade.